# Konfederat
„Konfederat” – polskie czasopismo nawiązujące do tradycji działalności prospołecznej i niepodległościowej środowiska piłsudczykowskiego. W czasie walki o niepodległość do roku 1991 pismo było wydawane konspiracyjnie jako organ prasowy Konfederacji Polski Niepodległej, kolportaż prowadzony był m.in. w Poznaniu i na Śląsku.
Wydawanie czasopisma zostało wznowione 1 czerwca 2005 przez Adama Słomkę jako organ prasowy Polskiej Konfederacji – Godność i Praca.